# Racismeproces tegen Vlaams Belang
Het racismeproces tegen Vlaams Belang is een rechtszaak tegen de Vlaamse partij Vlaams Belang op basis van aanklachten van racisme. In een definitief arrest van 21 juni 2011 verwierp de Raad van State de racismeklacht en mocht het Vlaams Belang zijn overheidsdotaties behouden.

## Chronologie van de rechtsgang
Op 17 oktober 2006 vond, op verzoek van de Franstalige partijen aangevuld met Groen en sp.a, de eerste zitting plaats van de Raad van State in de procedure tegen twee vzw's van het Vlaams Belang, met name Vrijheidsfonds en Vlaamse Concentratie. De verzoekers vroegen om, op basis van de wet betreffende de partijfinanciering van 4 juli 1989, de zogenaamde Droogleggingswet, de federale overheidsdotaties van de partij gedurende één jaar af te nemen. Artikel 35ter van deze wet bepaalt immers dat er geen overheidsmiddelen kunnen worden gegeven aan partijen die vijandig staan tegenover de rechten en vrijheden die gewaarborgd worden door het Europees Verdrag van de Rechten van de Mens (EVRM).
Op dezelfde zitting diende het VB twee verzoekschriften tot wraking in. Het eerste verzoekschrift was gericht tegen alle Franstalige staatsraden (rechters) van de tweetalige kamer van de Raad van State omwille van de vermeende vijandigheid van de Franstaligen tegenover een Vlaamse onafhankelijkheidspartij. Het tweede verzoekschrift was gericht tegen 32 individuele staatsraden, alsmede tegen auditeur Luc Vermeire, onder meer omwille van, volgens het VB, duidelijke politieke banden met andere politieke partijen. Tegelijkertijd vroeg de partij nog om een onderzoek naar het mogelijk lidmaatschap van de staatsraden van de Loge van het Grootoosten.
Op 28 november 2006 verwierp de Raad van State in een tussenarrest (arrestnr. 165.186) het VB-verzoek tot wraking van de Franstalige staatsraden.
Op 22 maart 2007 velde de Raad van State drie tussenarresten. In het eerste arrest (arrestnr. 169.313) wordt het verzoek tot wraking van de individuele staatsraden verworpen. In de twee volgende arresten (arrestnr. 169.314 en 169.315) wordt het wrakingsverzoek gedeeltelijk ingewilligd. Het betrof Michel Leroy en Philippe Quertainmont, twee leden van het "Centre de droit public" van de ULB. Daar liep op dat moment een project over onder meer "de strijd tegen extreemrechts". Twee leden hebben zichzelf reeds verschoond. Het gaat om staatsraad Eric Brewaeys, in zijn jeugd lid van de VMO en kamervoorzitter Marie-Rose Bracke, als tante van sp.a-minister Freya Van den Bossche. Een door het VB gevraagd onderzoek naar de vermeende Loge-achtergronden van de staatsraden werd verworpen.
Na de ontbinding van de wetgevende kamers begin mei 2007 werd de zaak geschorst.
Op 21 november 2007 werd na het terug samenstellen van de "Commissie Verkiezingsuitgaven" dezelfde racismeklacht opnieuw ingediend bij de Raad van State met toestemming van minstens een derde van de leden.
Op 14 januari 2009 besliste de Raad van State om zes prejudiciële vragen te stellen aan het Grondwettelijk Hof in de zaak van de partijfinanciering van het VB. In deze ging de Raad in op het verzoek van de auditeur van het Hof.
Op 13 oktober 2009 verwierp het Grondwettelijk Hof in een arrest over een door de Raad van State gestelde prejudiciële vraag het VB-wrakingsverzoek van vijf staatsraden (rechters) van de RvS. Het ging om de staatsraden André Alen, Eric Derycke, Luc Lavrysen, Paul Martens en Roger Henneuse.
Op 3 december 2009 antwoordde het Grondwettelijk Hof negatief op de 6 prejudiciële vragen die de Raad van State op 14 januari, op verzoek van het Vlaams Belang, had gesteld. Het hof stelde dat de wet op de partijfinanciering noch het gelijkheidsbeginsel, noch de beginselen van de vrije meningsuiting of vrijheid van vereniging uit de grondwet schendt. De procedure voor de Raad van State tegen het VB kon worden verder gezet.

## Eindarrest: Vlaams Belang gaat vrijuit
Op 21 juni 2011 besliste de Raad van State dat het VB zijn partijdotatie niet verliest. Het Belgische rechtscollege heeft een klacht van de Franstalige partijen en de sp.a verworpen omdat de aangehaalde feiten te ver in het verleden liggen. Andere aangehaalde feiten wegen volgens de Raad te licht om de partij haar financiering af te nemen.
Zich baserend op de heersende rechtspraak van het Europees Hof voor de Rechten van de Mens en het Grondwettelijk Hof, oordeelde de Raad van State dat, vermits democratie "pluralisme" impliceert en in het bijzonder de mogelijkheid om de maatschappelijke problemen via een dialoog en zonder gebruik van geweld aan te pakken, de vrije meningsuiting ook geldt voor 'ideeën' of 'informatie' die de staat of een andere groep van de bevolking schokken, verontrusten of kwetsen, (...) zelfs wanneer de gelaakte uitlatingen scherp of polemisch zijn of wanneer de meningen op termijn kunnen bijdragen aan een polarisatie en een klimaat van onverdraagzaamheid.
De Raad van State concludeerde dat er enkel sprake kan zijn van 'vijandigheid' tegenover de rechten en vrijheden (zoals gewaarborgd door het Europees Verdrag voor de Rechten van de Mens) indien het gaat om een meningsuiting die duidelijk en doelbewust aanzet tot de schending van een beginsel dat essentieel is voor het democratische karakter van een regime. Derhalve bestaat er in de schoot van de Raad van State geen meerderheid om artikel 15ter van de wet betreffende de partijfinanciering (de intrekking van de overheidsdotaties) toe te passen op de uitlatingen van de Vlaams Belang-mandatarissen.
Gerelateerde onderwerpen: Partijprogramma · 70-puntenplan · Cordon sanitaire · Racismeklacht